# Zarbince
Zarbince (cyr. Зарбинце) – wieś w Serbii, w okręgu pczyńskim, w gminie Bujanovac. W 2002 roku liczyła 652 mieszkańców.